# 2C-C
2C-C — психоделический фенилэтиламин семейства 2C, синтезированный Александром Шульгиным.

## Дозировка
В книге PiHKAL Александр Шульгин описывает дозировку в диапазоне 20—40 мг.

## Эффекты
Визуальные эффекты 2С-С схожи с таковыми от приёма LSD или псилоцибиновых грибов, но являются менее интенсивными при стандартных дозировках. При дозировке в диапазоне 20—40 мг эффекты длятся от 4 до 8 часов. Бо́льшие дозы увеличивают длительность трипа.

## Методы получения
Синтез из 2C-H (2,5-диметоксифенэтиламина):
Синтез из 2C-B (4-бромо-2,5-диметоксифенэтиламина):

## Правовой статус
Запрещён к обороту на территории Российской Федерации постановлением от 6 октября 2011 года как производное 2,5-диметоксифенэтиламина.
В США не внесён в список наркотических средств и оборот его не контролируется, но за хранение и продажу вещества потенциально могут привлечь к уголовной ответственности в соответствии с Федеральным актом об аналогах по причине структурной схожести 2C-C с 2C-B.